# Chambre haute
Pour les articles homonymes, voir Chambre.
 (septembre 2024).

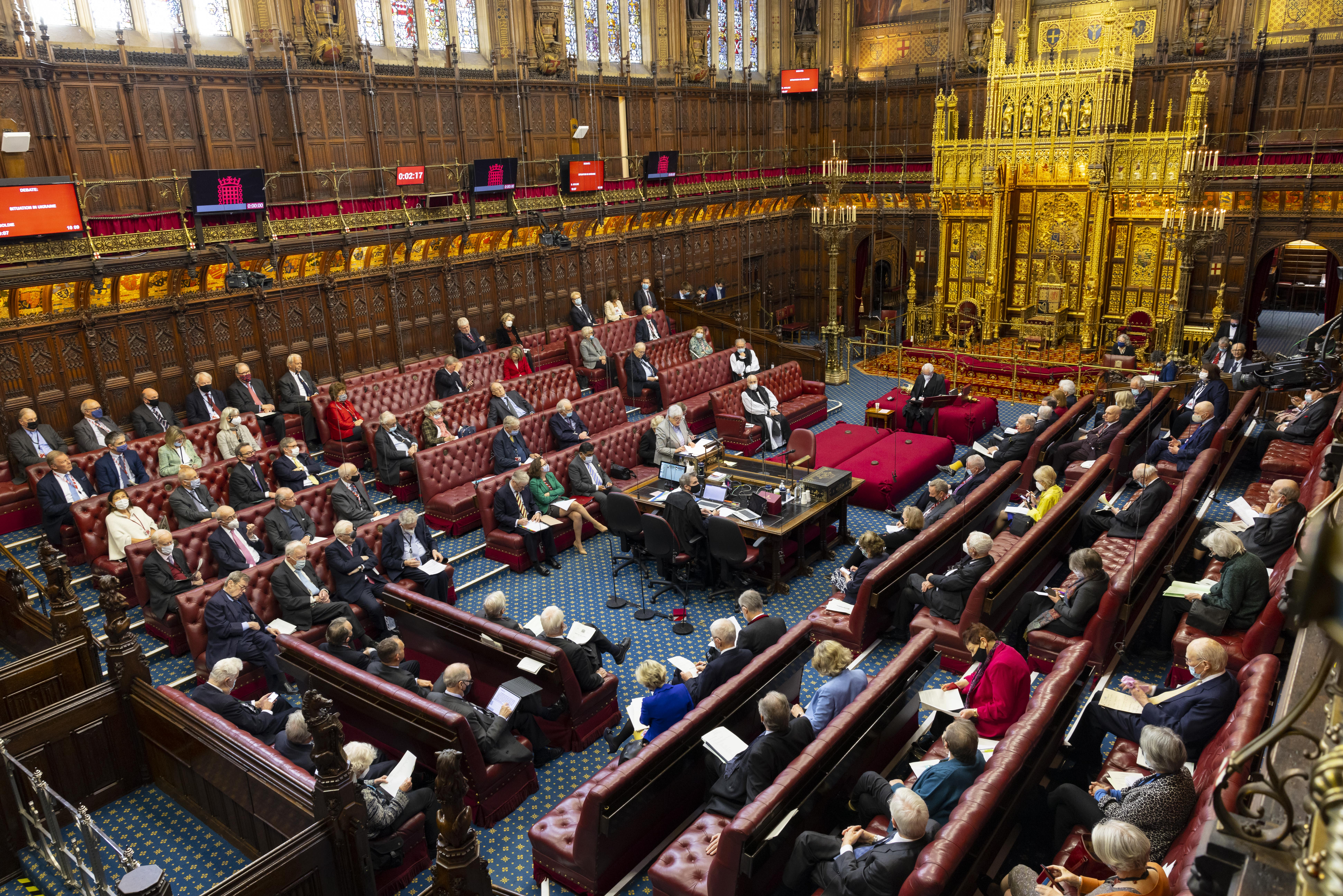
La salle de la Chambre des Lords, chambre haute du Parlement du Royaume-Uni.

La chambre haute est l'une des deux assemblées composant le parlement dans un système bicaméral et exerçant conjointement le pouvoir législatif avec la chambre basse.
Alors que la chambre basse est généralement élue au suffrage universel direct et représente le peuple, la chambre haute est souvent considérée comme représentant les États fédérés, les gouvernements locaux ou certains intérêts (mondes économique, universitaire, etc.)[réf. nécessaire].

## Caractéristiques

Carte des chambres hautes en Europe.
Monocamérisme, pas de chambre haute
Mode de scrutin indirect représentant les régions, provinces, cantons, communes...
Mode de scrutin direct
Mode de scrutin représentant les communautés ethniques ou nationales (Bosnie-et-Herzégovine)
Mode de scrutin indirect représentant la société, les acteurs économiques... (Irlande et Slovénie)
Représentant la noblesse ou les autorités religieuses (Royaume-Uni)

Ayant une mission de représentation différente de la chambre basse, la chambre haute est souvent composée de manière différente :
- si la chambre haute est élue au suffrage direct, le mode de scrutin peut être différent de celui de la chambre basse ;
- dans certains pays, ses membres sont élus au suffrage indirect ou nommés ;
- quand la chambre haute représente des subdivisions du pays, les sièges sont souvent répartis de manière à sur-représenter les subdivisions moins peuplées ;
- la chambre est parfois renouvelée par portion (tiers ou moitié) plutôt qu'intégralement ;
- le mandat est généralement plus long que celui de la chambre basse et les conditions pour être membre sont différentes (l'âge requis est parfois plus élevé).

De plus, au sein du parlement, la chambre haute peut disposer de caractéristiques spécifiques qui diffèrent selon les pays :
- dans un régime parlementaire, elle ne peut généralement pas adopter de motion de défiance contre le gouvernement car ce dernier n'est responsable que devant la chambre basse ;
- souvent, la chambre haute ne peut être dissoute, ou alors dans des conditions plus limitées que la chambre basse ;
- ses pouvoirs en matière de législation peuvent être plus limités que ceux de la chambre basse : impossibilité de proposer des lois, simple pouvoir de proposition pour les amendements, veto simplement suspensif, etc. ;
- généralement, le droit d'initier des projets de lois en matière de budget et d'impôts est réservé à la chambre basse ;
- en revanche, certaines chambres hautes ont le pouvoir exclusif d'approuver les nominations du pouvoir exécutif ou de juger les personnes mises en accusation par la chambre basse.

## Rôle et pouvoirs
Dans un système bicaméral, la chambre haute est généralement perçue comme la chambre de révision, censée vérifier voire tempérer les dispositions adoptées par la chambre basse. Les pouvoirs de la chambre haute sont parfois de nature seulement consultative : dans ce cas, la chambre basse doit approuver toute proposition de la chambre haute pour qu'elle devienne loi.
Dans certains pays, notamment les fédérations, la chambre haute a le rôle spécifique de représenter les entités du pays dans le processus législatif. Dans ce cas, il est fréquent que ces entités (États, provinces, etc.) soient représentées de manière égale au sein de la chambre haute, même si leurs populations diffèrent. Les deux chambres ont alors souvent des pouvoirs égaux en matière de législation : un texte doit être approuvé par les deux chambres pour devenir loi et une chambre ne peut imposer son point de vue sur l'autre.
Dans les systèmes parlementaires, même quand les deux chambres ont des pouvoirs législatifs égaux, seule la chambre basse — représentant le peuple — a le pouvoir d'adopter une motion de censure contre le gouvernement. La chambre basse est aussi généralement la seule à pouvoir proposer des lois sur le budget et les impôts.
Dans un système présidentiel, la chambre haute est parfois la chambre qui doit approuver les nominations du pouvoir exécutif et les traités internationaux. Dans ce type de système, les procédures de destitution prévoient souvent que la chambre basse peut mettre en accusation, mais que seule la chambre haute peut juger et destituer un élu.